# Георг Швабенланд
Георг Швабенланд (нім. Georg Schwabenland; нар. 14 грудня 1967, Гоккенгайм, Баден-Вюртемберг, Західна Німеччина) — німецький борець вільного стилю, дворазовий чемпіон та дворазовий срібний призер чемпіонатів Європи, чемпіон світу серед військовослужбовців, учасник Олімпійських ігор.

## Життєпис
У 1984 році здобув срібну медаль чемпіонату світу серед юніорів. Наступного року медаль такого ж ґатунку отримав на чемпіонату Європи серед юніорів.
Виступав за спортивний клуб KSV Візенталь. Тренер — Еріх Клаус.
Вибув на груповому етапі Олімпійських ігор у Барселоні 1992 року. Він був більш успішним на чемпіонатах Європи, вигравши золоті медалі в 1991 і 1992 роках, після двох срібних медалей в 1989 і 1990 роках. На чемпіонаті світу 1991 року він став четвертим. У 1987—1993 роках Швабенланд виграв сім поспіль титулів національного чемпіона Німеччини.
За освітою був слюсарем.

## Спортивні результати на міжнародних змаганнях

### Виступи на Олімпіадах
| Змагання                    | Збірна    | Вагова категорія          | Місце |
| --------------------------- | --------- | ------------------------- | ----- |
| Літні Олімпійські ігри 1992 | Німеччина | вільна боротьба, до 68 кг | 11    |

### Виступи на Чемпіонатах світу
| Змагання                        | Збірна    | Вагова категорія          | Місце |
| ------------------------------- | --------- | ------------------------- | ----- |
| Чемпіонат світу з боротьби 1991 | Німеччина | вільна боротьба, до 68 кг | 4     |

### Виступи на Чемпіонатах Європи
| Змагання                         | Збірна    | Вагова категорія          | Місце  |
| -------------------------------- | --------- | ------------------------- | ------ |
| Чемпіонат Європи з боротьби 1989 | Німеччина | вільна боротьба, до 68 кг | Срібло |
| Чемпіонат Європи з боротьби 1990 | Німеччина | вільна боротьба, до 68 кг | Срібло |
| Чемпіонат Європи з боротьби 1991 | Німеччина | вільна боротьба, до 68 кг | Золото |
| Чемпіонат Європи з боротьби 1992 | Німеччина | вільна боротьба, до 68 кг | Золото |
| Чемпіонат Європи з боротьби 1993 | Німеччина | вільна боротьба, до 68 кг | 7      |

### Виступи на Чемпіонатах світу серед військовослужбовців
| Змагання                                                  | Збірна    | Вагова категорія          | Місце  |
| --------------------------------------------------------- | --------- | ------------------------- | ------ |
| Чемпіонат світу з боротьби серед військовослужбовців 1988 | Німеччина | вільна боротьба, до 68 кг | Золото |

### Виступи на Всесвітні іграх військовослужбовців
| Змагання                                | Збірна    | Вагова категорія          | Місце |
| --------------------------------------- | --------- | ------------------------- | ----- |
| Всесвітні ігри військовослужбовців 1995 | Німеччина | вільна боротьба, до 68 кг | 5     |

### Виступи на інших змаганнях
| Змагання                                    | Збірна    | Вагова категорія          | Місце  |
| ------------------------------------------- | --------- | ------------------------- | ------ |
| Гран-прі Німеччини з боротьби 1989          | Німеччина | вільна боротьба, до 68 кг | Срібло |
| Гран-прі Німеччини з боротьби 1990          | Німеччина | вільна боротьба, до 68 кг | 4      |
| Гран-прі Німеччини з боротьби 1992          | Німеччина | вільна боротьба, до 68 кг | 5      |
| Чемпіонат Південної Америки з боротьби 1993 | Німеччина | вільна боротьба, до 68 кг | Срібло |
| Гран-прі Німеччини з боротьби 1993          | Німеччина | вільна боротьба, до 68 кг | Золото |
| Гран-прі Німеччини з боротьби 1995          | Німеччина | вільна боротьба, до 68 кг | 6      |

### Виступи на змаганнях молодших вікових груп
| Змагання                                       | Збірна    | Вагова категорія          | Місце  |
| ---------------------------------------------- | --------- | ------------------------- | ------ |
| Чемпіонат Європи з боротьби серед молоді 1986  | Німеччина | вільна боротьба, до 68 кг | 4      |
| Чемпіонат світу з боротьби серед юніорів 1984  | Німеччина | вільна боротьба, до 65 кг | Срібло |
| Чемпіонат Європи з боротьби серед юніорів 1985 | Німеччина | вільна боротьба, до 70 кг | Срібло |